# Isiro
Pour les articles homonymes, voir Paulis.
Isiro, anciennement Paulis (nommée d'après l'explorateur belge Albert Paulis), est une ville de république démocratique du Congo, chef lieu de la province du Haut-Uele (territoire de Rungu). Elle compte environ 200 000 habitants. Elle se situe climatiquement à la limite entre la forêt équatoriale et la savane. Elle tire notamment ses ressources d'importantes plantations de café robusta. On l'appelle d'ailleurs « la Capitale de l'or vert ».
En 1998, la localité fut la troisième de la province à accueillir une université, après Kisangani et Bunia (Ituri), avec l'université de l'Uélé.
L'activité économique de la population locale est dominée par les mines et le commerce exercé par les Nande venus du Nord-Kivu.
Les langues lingala et swahili sont parlées à Isiro comme dans plusieurs villes du Centre et de l'Est de la république démocratique du Congo comme Bunia, Butembo, Beni, Bukavu, Goma, Kindu, Kisangani, Lubumbashi, etc.
On y trouve le sanctuaire Bienheureuse-Anuarite, un sanctuaire national dédié à la bienheureuse catholique Marie-Clémentine Anuarite Nengapeta, en grande transformation depuis 2019.

## Histoire
Bâtie à partir de 1934, à l'époque du Congo Belge, l'ancienne Paulis a été achevée en 1957. Elle portait le nom de l'officier belge Albert Paulis (1875-1933), un des créateurs des Chemins de fer des Uele.
En novembre 1964, la ville est libérée de l'emprise des rebelles Simbas lors de l'opération Dragon Noir menée par le 1er régiment paracommando de l'armée belge.
La ville est devenue le chef-lieu du district du Haut-Uele, ayant détrôné Bambili et incluant les six territoires de Dungu, Faradje, Niangara, Rungu, Wamba et Watsa.

## Administration
Chef-lieu provincial de 49 486 électeurs recensés en 2018, elle a le statut de ville constituée de 3 communes urbaines de moins de 80 000 électeurs en 2019:
- Kupa, (15 423 électeurs, 7 conseillers municipaux)
- Mambaya, (12 572 électeurs, 7 conseillers municipaux)
- Mendambo, (21 491 électeurs, 7 conseillers municipaux)

## Population
Le dernier recensement date de 1984, l'accroissement annuel de la population est estimé à 2,72 en 2012,.
| 1951    | 1984   | 2004    | 2012    |
| ------- | ------ | ------- | ------- |
| 9 788 . | 78 268 | 147 524 | 182 900 |

## Transport
La ligne désaffectée des Chemins de fer des Uele permettait la liaison avec Bumba (province de l'Équateur), ville située sur les rives du fleuve Congo.
Le réseau routier permet des liaisons commerciales avec l'Ouganda et le Soudan proches. Mais, depuis la Deuxième guerre du Congo, toutes les routes au départ d'Isiro sont devenues impraticables, au point de créer un tel isolément dans la ville que celle-ci n'est plus desservie que par un pont aérien, ainsi que des moyens de transport rudimentaires (vélos, motos, portage sur le dos...),.
L'aéroport Isiro-Matari est de catégorie 4 et relie la ville à la capitale Kinshasa.

## Personnalités liées à la ville
- Roger Abotome Bakabisya (né en 1981), homme politique de la République démocratique du Congo.

## Environnement
Dans la ville d'Isiro, la période d'été est courte, chaude et lourde ; les hivers sont longs, confortables, oppressants[Quoi ?] et pluvieux ; et le climat est nuageux tout au long de l'année. Au cours de l'année, la température varie généralement de 18 °C à 29 °C et est rarement inférieure à 15 °C ou supérieure à 33 °C .